# 动量中心系
在物理学中，动量中心系（Center-of-momentum frame）是人为选取的这样一个参考系，在此参考系中，系统的总动量为零。动量中心系又叫做零动量系（zero-momentum frame）。 
根據質心的定義可以證明质心参考系是动量中心系的特例，即原点固定在体系质心的动量中心系。

## 定义

### 牛顿力学
一个质点组组成的系统，在惯性参考系K中，各质点组成的动量为{\displaystyle \mathbf {p} _{1}}，{\displaystyle \mathbf {p} _{2}}，…，系统总动量为
{\displaystyle \mathbf {P} =\sum _{i}\mathbf {p} _{i}}
另一参考系K'以速度{\displaystyle \mathbf {V} }相对于K系作匀速直线运动，根据伽利略变换，体系在K'系中的总动量为
{\displaystyle \mathbf {P^{\prime }} =\sum _{i}\mathbf {p} _{i}^{\prime }=\sum _{i}m_{i}\mathbf {v} _{i}^{\prime }=\sum _{i}m_{i}(\mathbf {v} _{i}-\mathbf {V} )=\sum _{i}m_{i}\mathbf {v} _{i}-m\mathbf {V} }
其中，{\displaystyle m=\sum _{i}m_{i}}，为系统的总质量。取
{\displaystyle \mathbf {V} =\mathbf {v} _{C}={\frac {1}{m}}\sum _{i}m_{i}\mathbf {v} _{i}={\frac {\mathbf {P} }{m}}}
则使{\displaystyle \mathbf {P^{\prime }} =0}，K'系即为动量中心系，相对于K系的速度为{\displaystyle \mathbf {v} _{C}}，由上式给出。

### 相对论力学
可以證明在相對論力學中，必定存在一個慣性參考系使得在其所觀測到的總動量為零。

## 性质
动量中心系中，系统总线动量为零。
在牛顿力学中，系统总能量在动量中心系中的观测值，为系统在不同惯性系下被观测到所具有能量的“最小值”。
在狭义相对论中，系统在动量中心系中的能量为系统的静止能量，进而可给出系统的静止质量
{\displaystyle m={\frac {E}{c^{2}}}}
其中，{\displaystyle c} 为光速。

### 质心运动定理
对于质心，有
{\displaystyle \mathbf {P} =m\mathbf {v} _{c}}
再由牛顿第二定律，有
{\displaystyle \mathbf {F} _{ex}={\frac {d\mathbf {P} }{dt}}=m{\frac {d\mathbf {v} _{c}}{dt}}=m\mathbf {a} _{c}}
其中，{\displaystyle \mathbf {F} _{ex}} 为质点系合外力，{\displaystyle \mathbf {a} _{c}} 为质心加速度。上式即为质心运动定理（theorem of motion of center-of-mass），或简称为质心定理。即可以将质点组质心的运动看做一个质点的运动，该质点质量等于整个质点系的质量，而此质点所受的力是质点系的合外力。当合外力为零时，质心系为惯性系，否则，质心系为非惯性系，在质心系中各质点都受到一个惯性力{\displaystyle \mathbf {f} _{inertial}=-m\mathbf {a} _{c}} 。